# Imbaú
Imbaú là một đô thị thuộc bang Paraná, Brasil. Đô thị này có diện tích 331,2 km², dân số năm 2007 là 11811 người, mật độ 30,1 người/km².